# Egon Reichsgraf von Beroldingen

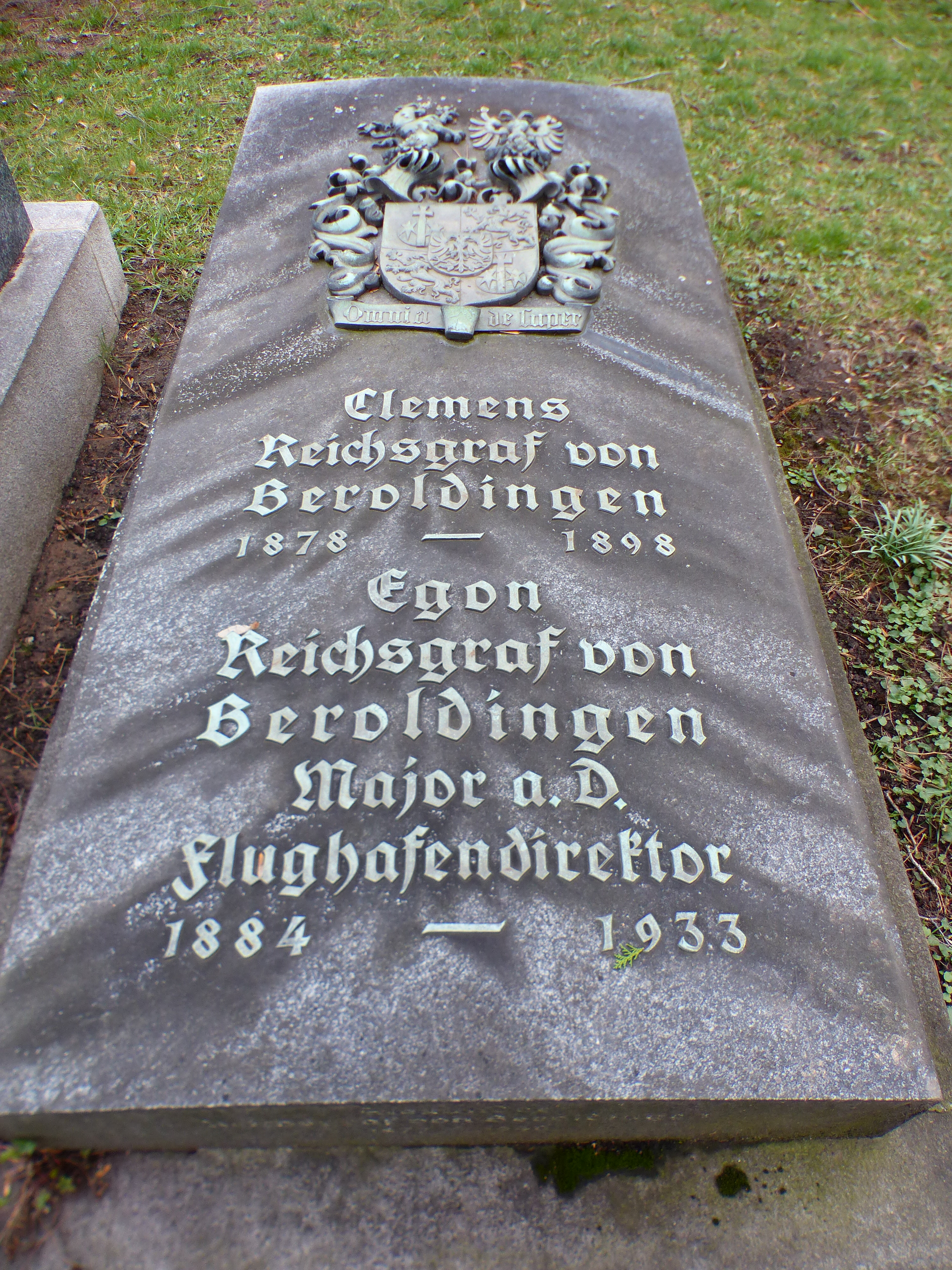
Grabstein auf dem Pragfriedhof in Stuttgart.

Egon Julius Reichsgraf von Beroldingen (* 24. September 1885 in Hochberg; † 25. Oktober 1933 in München) war ein deutscher Kampfflieger und Flughafenleiter. Als Vorsitzender des VfB Stuttgart und der Eintracht Frankfurt war er zudem als Sportfunktionär tätig.

## Leben
Von Beroldingen war der Sohn von Alexandrine von Beroldingen, geb. von Hügel (1843–1903) und Clemens Graf von Beroldingen (1828–1884). 1903 begann er seine militärische Ausbildung im Feldartillerieregiment Prinz-Regent Luitpold von Bayern (Nr. 29), 1907 wurde er zum württembergischen Ulanen-Regiment „König Wilhelm“ (Nr. 20) versetzt. Zu Beginn des Ersten Weltkrieges wechselte er zur Fliegertruppe. Ab dem Jahr 1916 führte er verschiedene Abteilungen, Ende 1917 wurde er Kommandeur der Flieger-Ersatz-Abteilung 10 in Böblingen. In dieser Funktion erlebte er das Ende des Krieges und die Demobilmachung der Luftstreitkräfte – nicht zuletzt in Folge des Versailler Friedensvertrages. 1923 übernahm er die Leitung des Frankfurter Flughafens.
1919 beerbte von Beroldingen Gustav Schumm als Vorsitzenden des VfB Stuttgart. Unter seiner Leitung wurde die Jugendarbeit ausgebaut – er sah Sport als Möglichkeit der Ertüchtigung der deutschen Jugend – und der Verein bezog mit dem Platz bei den drei Pappeln auf dem Cannstatter Wasen einen neuen Sportplatz. Nach seinem beruflichen Wechsel nach Frankfurt 1923 übergab er die Präsidentschaft an Karl-Adolf Deubler, der Verein ernannte ihn zum Ehrenpräsidenten. In Frankfurt übernahm er den Vorsitz bei Eintracht Frankfurt, den er bis zu seinem Tod innehatte.
1919 heiratete von Beroldingen die vier Jahre jüngere Nora Kapp von Gültstein. Der Ehe entstammte Sohn Alexander, der nach der Scheidung 1922 bei seiner Mutter blieb. Von Beroldingen verstarb infolge einer Operation und wurde auf dem Stuttgarter Pragfriedhof bestattet. Im Mai 1934 trafen der VfB Stuttgart und Eintracht Frankfurt in einem Graf Beroldingen-Pokalspiel aufeinander, die Hessen siegten durch einen 5:2-Erfolg.